# Mien Marchant
Cornelia Wilhelmina "Mien" Marchant (1866-1952) foi uma artista holandesa.

## Biografia
Marchant nasceu no dia 6 de junho de 1866 em Gorinchem. Foi aluna de Sieger Baukema, Martinus Wilhelmus Liernur, e Antoon Lodewijk George Offermans.⁣ O seu trabalho foi incluído na exposição e venda de 1939 Onze Kunst van Heden (A Nossa Arte de Hoje) no Rijksmuseum em Amsterdão. Ela era membro da Kunstenaarsvereniging Sint Lucas  (Associação de artistas Sint Lucas) e da  Kunstenaarsvereniging Laren-Blaricum (Associação de artistas Laren-Blaricum). Marchant faleceu no dia 11 de julho de 1973 em Laren, Holanda do Norte.